# Illa Darwin
L′Illa Darwin (Isla Darwin en castellà) és una de les més petites de l'arxipèlag de Galápagos amb una superfície de només 1 quilometre quadrat (0.4 sq mi). Rep el seu nom en honor al científic anglès Charles Darwin. Sense llocs per al desembarc, les principals atraccions de l'illa Darwin es troben a l'oceà, on hi ha una gran varietat de vida marina. Tot i que l'illa havia estat marcada als mapes i inicialment s'havia donat el nom de Culpepper Island a les cartes de l'Almirallat, el primer desembarcament a l'illa de Darwin es produí fins al 1964, amb helicòpter.
El petit grup separat format per l'Illa Darwin i l'Illa Wolf es coneix de vegades com a Darwin i Wolf o Darwin-Wolf, inicialment Culpepper i Wenman .

## Geologia
L'Illa Darwin és les restes d'un volcà extingit que arriba als 165 metres (541 ft) sobre el nivell del mar. És al nord-oest del grup principal de les Galápagos al Lineament Wolf-Darwin, que s'estén des de la Plataforma Galápagos fins al Centre d'Extensió de Galápagos, una dorsal oceànica que separa les plaques tectòniques de Nazca i Cocos. La formació de l'illa Darwin és lleugerament diferent de la formació de les principals illes Galápagos. Actualment hi ha dues teories sobre la formació del lineament : la primera és que el magma que sorgia del plomall del mantell que formà les principals illes Galápagos es canalitzà cap al Centre d'Extensió de les Galápagos; alternativament, hi ha hagué un augment separat del magma degut a l'estrès a la litosfera oceànica per una falla transformant.
L'illa Darwin és el més septentrional dels dos cims del Lineament Wolf Darwin que arriben per sobre de la superfície. L'altra, l'Illa Wolf, allunyada uns 40 km (25 mi), tot i que hi ha altres cims sub-superficials. El volcà que forma l'illa s'ha extingit, i es creu que l'última erupció va ser fa uns 400.000 anys, fent-lo més jove que Wolf. Les colades de lava al voltant de Darwin són homogenis, pel que sembla degut a la seva joventut, i tenen una composició química semblant a les del Centre d'Extensió de les Galápagos.
Es creu que Darwin almenys tingué dos períodes eruptius en la seva història, dipositant dues capes de tuf separades per basalt ultrafíric de plagiòclasi. També hi ha proves que suggereixen que l'illa Darwin són les restes del que abans va ser un edifici volcànic molt més gran. Aquest s'hauria erosionat des de la fase eruptiva.
L'Arc de Darwin, un arc de roca que en algun moment hauria format part d'aquesta estructura més gran, es trobava a menys d'un quilòmetre de l'illa principal de Darwin, i va ser una fita ben coneguda pels pocs visitants de l'illa, fins a la seva ensulsiada produïda el maig del 2021.

## Fauna salvatge
No es permeten visites terrestres a l'illa Darwin. De resultes els únics visitants de la zona són aquells que hi van a fer submarinisme, fins i tot aquí, a causa de la distància de l'illa principal, només hi passen un nombre limitat de vaixells recreatius. La vida marina a Darwin és diversa amb grans bancs de peixos. Les aigües de l'illa atreuen taurons balena de juny a novembre, així com taurons martell, Carcharhinus galapagensis, sedosos i de punta negra. A més, es poden trobar tortugues verdes, Manta i dofins.
L'illa també alberga una gran població d'ocells com ara fregates, mascarells cama-rojos i Geospiza septentrionalis.